# Oktaedergruppe

Oktaeder

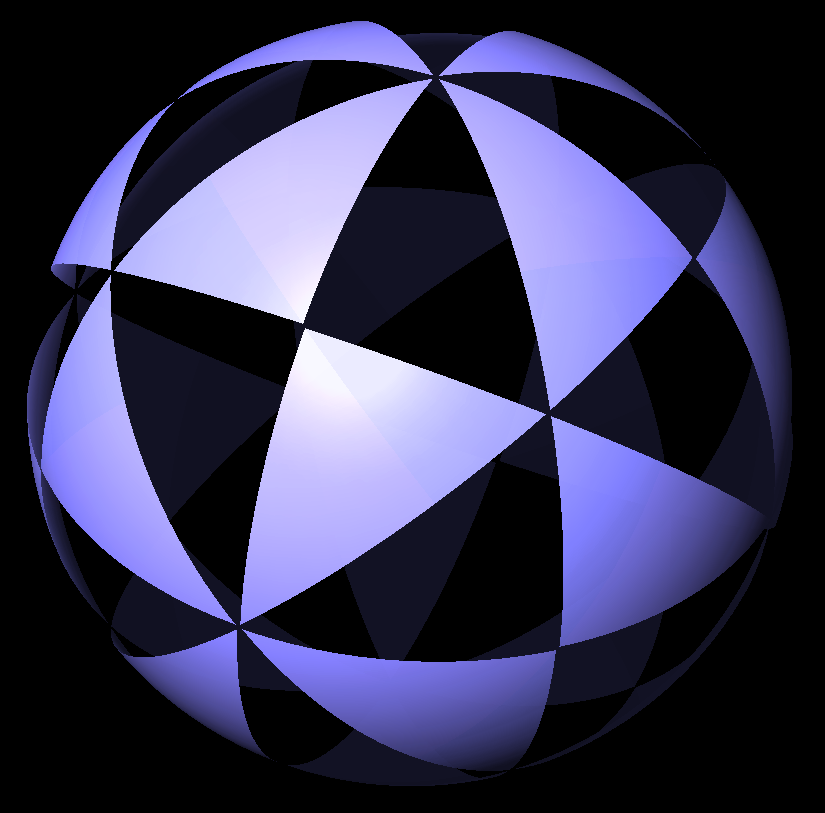
Aufteilung der Kugeloberfläche in Fundamentalbereiche nach Oktaeder- bzw. nach Würfelsymmetrie

In der Mathematik ist die Oktaedergruppe je nach Konvention
- die Symmetriegruppe eines regulären Oktaeders, also die Menge der (Kongruenz-)Abbildungen, die ein regelmäßiges Oktaeder wieder auf sich selbst, d. h. Ecken auf Ecken, Kanten auf Kanten usw., abbilden, oder
- die Drehgruppe eines Oktaeders, eine Untergruppe der Symmetriegruppe, bei der Spiegelungen und Drehspiegelungen nicht zugelassen sind.

Die volle Symmetriegruppe ist das direkte Produkt der Drehgruppe mit der zweielementigen Gruppe, die von der Punktspiegelung am Mittelpunkt erzeugt wird. Im zweiten Fall wird sie zur Unterscheidung auch vollständige, binäre oder erweiterte Oktaedergruppe genannt (nach Felix Klein).
Gemeinsam sind beiden Gruppen die folgenden Abbildungen als Elemente:
- je eine 90°-, 180°- und 270°-Drehung um die drei 4-zähligen Drehachsen (durch gegenüberliegende Ecken),
- je eine 120°- und 240°-Drehung um die vier 3-zähligen Drehachsen (durch gegenüberliegende Flächenmittelpunkte),
- je eine 180°-Drehung um die sechs 2-zähligen Drehachsen (durch gegenüberliegende Kantenmittelpunkte) und
- die Identität.

Daraus ergeben sich {\displaystyle 3\cdot 3+4\cdot 2+6\cdot 1+1=24} Elemente der Drehgruppe, kombiniert mit der Punktspiegelung ergeben sich {\displaystyle 2\cdot 24=48} Elemente der Symmetriegruppe. In den drei Grafiken sind alle 13 Drehachsen (Achsen der Rotationssymmetrie) dargestellt. Der zum Oktaeder duale Würfel ist als Drahtgittermodell mit eingezeichnet.
Die Gruppen für Oktaeder und Würfel sind isomorph, da duale Körper den gleichen Symmetrietyp besitzen. Daher kann man die Oktaedergruppe genauso gut auch Würfelgruppe nennen. Die Drehgruppen beider Körper sind isomorph zur symmetrischen Gruppe {\displaystyle S_{4}}, nämlich zur Gruppe der {\displaystyle 4!=24} Permutationen der 4 dreizähligen Drehachsen. Beim Würfel sind das die Raumdiagonalen und beim Oktaeder die Verbindungslinien gegenüberliegender Flächenmittelpunkte.
In der Kristallographie bezeichnet man die Drehgruppe des Oktaeders mit dem Schoenflies-Symbol {\displaystyle O} und die volle Symmetriegruppe mit {\displaystyle O_{h}}.